# Jesper Reisinger
Jesper Reisinger (ca. 1957 – 2003) var skribent og ideologisk omdrejningspunkt i punk-fanzinet Iklipsx, guitarist i punkbandet No Knox, pladeekspedient med punk-ekspertviden i den hedengangne boghandel Haase's pladeafdeling i Løvstræde, hvor danmarks første punks mødtes, musikanmelder på kulturtidsskriftet "Sidegaden", koncertarrangør og tekstforfatter til afslutningsnummeret "Eveningsong" på Sods' anden LP "Under En Sort Sol" fra 1980.
Jesper Reisinger var én af de vigtigste skikkelser i det tidligste danske punkmiljø, og bliver af mange opfattet som den danske punks chefideolog – en intellektuel bannerfører for tidsånden og et omvandrende leksikon af punkviden.

## Historie
I 1977 var Jesper Reisinger med til at lave, hvad man må betegne som danmarks første punkfilm "No Knox", mens han gik på HF på Rødovre Statsskole. Gruppen af elever bag filmen, hvoraf flere senere startede punkbandet No Knox, havde fået 500 kr. til at lave en film om at gå på HF. I stedet blev det en film med de unge punkere og deres højst uautoriserede løjer. Filmen blev vist på Rødovre Statsskole for et måbende publikum anført af en chokeret rektor.
I november 1977 var Reisinger med til at arrangere Sods' (sen. Sort Sol) debutkoncert på Rødovre Statsskole, som var danmarks første punkkoncert.
I maj 1978 debuterede han med hans eget punkband No Knox på spillestedet "Månefiskeren", hvor de spillede sammen med Sods og Elektrochok. Jesper Reisinger og bandet spillede til stort set alle de første punkfestivaler i starten af den danske punk: Concert of the Day, Pære Punk, Concert of the Moment, Concerto de Nobrainos insanos, Nosferatu Festival etc.

## Redaktør på Iklipsx og Sidegaden
I august 1978 overtog han sammen med danmarks første punker Camilla Høiby Sods-fanzinet "The Latest Crap From The Sods", der tidligere var skrevet af Peter Peter fra Sods. Bladet blev omformet til det bredere og i dag musikhistorisk væsentlige danske punk-fanzine "Iklipsx", der beskrev og anmeldte samtlige helt tidlige danske punkbands, som bl.a. Sods, Brats, No Knox, Elektrochok, Bollocks og Prügelknaben m.fl. Andre skribenter for bladet var bl.a. Michael Strunge, Martin Hall, Peter Peter og Knud Odde (bassist i Sods/Sort Sol) m.fl.
Et hav af Jesper Reisingers velformulerede indlæg og anmeldelser og tilhørende illustrationer er at finde i Iklipsx, der giver et godt indblik i den stemning, der var i det første danske punkmiljø, og hvilke tanker denne subkultur gjorde sig om sin omverden og om punkkulturen som sådan – lokalt og set i forhold til udlandet.
Jesper Reisinger trykte Iklipsx på Rødovre Statsskole's store Rank Xerox fotokopimaskine, som han havde fået nøgletælleren til af den daværende rektor, mod at han betalte for de kopier han tog.
Efter sidste nummer af Iklipsx blev sendt på gaden i 1980, blev Reisinger i 1981 redaktør og musikanmelder på kulturtidsskriftet "Sidegaden" sammen med bl.a. Michael Strunge og Camilla Høiby.

## Haase's pladeafdeling
I ca. 1979 blev Jesper Reisinger ansat i den hedengangne boghandel Haase's pladeafdeling i Løvstræde, hvor danmarks første punks mødtes og fik indsigtsfuld rådgivning og plade-anbefalinger af Reisinger. Ligeledes var det f.eks. også Reisinger man skulle skrive til, hvis man ville have teksterne til Martin Halls første plade.

## Tekstforfatter til Sods nummeret "Eveningsong"
Jesper Reisinger var tekstforfatter til det 8 minutter lange afslutningsnummer "Eveningsong" på Sods' anden LP "Under En Sort Sol" fra 1980. Nummeret bliver kuriøst nok sunget af Lars Hug (sen. H.U.G.) fra det århusianske, på det tidspunkt, punkband Kliché, der også medvirker på backup-guitar på nummeret.

## Tilbagetrækning fra punk-miljøet og senere år
Da det første danske punkmiljø i København langsomt gik i opløsning i årene fra 1981 til 1983, trak Jesper Reisinger sig i 1982 ud af miljøet og flyttede fra København til Farum Midtpunkt.
Han gik i eksil i roligere omgivelser med et omfattende amfetaminmisbrug, og levede de næste mange år en mere og mere isoleret tilværelse sammen med sine forældre i Farum, samtidig med at han blev mere og mere angst for at gå uden for. Så angst, at han på en overgang knap nok turde at gå på toilettet.
Efter forældrenes død vendte han langsomt tilbage til verden igen, men da var det for sent. Mange års misbrug, medicin og dårlig kost havde slidt på hans krop, og i november 2003 døde han 46 år gammel af et hjertestop grundet overvægt og stofmisbrug.

## Dokumentation af Jesper Reisingers liv og betydning for punkbevægelsen
Det københavnske punkmiljø og Jesper Reisingers kontribution hertil samt senere liv beskrives i Ulrik Crone's debutfilm "Mig og Jesper" fra 2007, der bl.a. er blevet vist på DR TV og på CPH:DOX i 2008. Filmklip hvor Jesper Reisinger selv fortæller om sit liv indgår i filmen.
Ligeledes bliver han portrætteret i den 48 minutter lange DR P1 radio-dokumentar "Evighedspunkeren" fra 2004.
Jesper Reisinger bliver af Steffen B. Pedersen i musikmagasinet Geiger den 10. dec 2006 beskrevet som "én af de største anmelder-personligheder landet til dato har set".
Martin Hall beskriver i essayet "Afmagtens brutalitet" fra Gaffa juni 2009 Jesper Reisinger som "dansk punks Allen Ginsberg-agtige excellence".